# Lady Georgie
"Lady Georgie" (ili samo "Georgie") je japanska anime ljubavna dramska serija iz 1983. godine. Snimljena je po Mangi autorice Yumiko Igarashi i ima 45 epizoda. Radnja se vrti oko mlade djevojke Georgie koju je u 19. stoljeću usvojila jedna obitelj, no njeno dvoje braće su se zaljubili u nju kada su odrasli.

## Ekipa
Režija: Kyosuke Mikuriya, Shigetsugu Yoshida
Glasovi: Yuriko Yamamoto (Georgie), Hideyuki Hori (Abel), Isao Nagahisa (Arthur), Miyuki Ueda (Majka), Tetsuya Kaji (Kevin) i drugi.

## Radnja
Australija, 19. stoljeće. Na jednoj farmi živi obitelj Bateman koja ima dva sina, Abela i Arthura. No jedne noći njihov otac u šumi pronađe ženu koja je umrla od drveta koje je palo na nju i koja je bježala od nekih ljudi koji su je proganjali - a u naručju je nosila kćerku staru samo par mjeseci. Otac usvoji curicu te je nazove Georgie a Arthur i Abel je prime kao vlastitu sestru. Jedino je majka nije pridobila srcu. Par godina kasnije, otac je poginuo u nesreči dok je spašavao Georgie iz rijeke što je još pojačalo averziju majke prema njoj.
Vrijeme prolazi i troje djece su postali tinejdžeri. Georgie je srasla u lijepu djevojku, no Arthur i Abel su se potajno zaljubili u nju. Kako bi zaboravio na svoju ljubav prema Georgie, Abel odluči postati mornar i godinu dana ploviti brodom. No kada se vrati natrag kući shvati da jedino voli nju, a druge djevojke, kao što je Jessica, ga ne zanimaju. No to razbijesni majku koja jedne noći kaže Georgie da nije njena prava kćerka te je izbaci iz kuće. Shrvana, Georgie se ukrca na brod za Englesku jer se zaljubila u mladog grofa Lowela. Abel i Arthur također krenu za Englesku kako bi je pronašli. Jednom tamo, Georgie se suoči sa strašnom činjenicom da je Lowel izgubio sav imetak zbog nje i da moraju kao par živjeti u siromašnoj četvrti u malom stanu. Lowel se teško razboli, a oni nemaju novca za lijek. Kako bi ga spasila, Georgie ga napusti i preda njegovoj bivšoj, bogatoj zaručnici. Istodobno, Abel spasi Arthura od tamnice u kojoj je bio držan. Zajedno pronađu pravog oca od Georgie. No ona se ipak vrati s Abelom i Arthurom natrag u Australiju.

## Zanimljivosti
- "Lady Georgie" nikada nije emitirana u SAD-u
- U epizodi u kojoj je Georgie pobjegla od kuće jer joj je majka rekla da je usvojena nalazi se scena koja je u nekim zemljama bila cenzurirana, ona u kojoj je Abel spasi od utapljanja u rijeci, položi golu u krevet i grije svojim tijelom da ne umre od hladnoče

## Kritike
Jedan od najdirljivijih i najslavnijih animea 80-ih, "Lady Georgie" je nježna drama koja podastire teme o problemima odrastanja i ljubavnog trokuta u zabranjenoj vezi (onog između Georgie i skrivene naklonosti njene "braće" Abela i Arthura, koji su blizanci što daje priči dodatnu dimenziju neobičnog). Međutim, te teme obrađene su s puno ljubavi, njege i razumijevanja a likovi koji žive u 19. stoljeću izgledaju kao da žive danas. Početne epizode u kojima su Abel, Arthur i njihova usvojena sestra Georgie djeca nekako izgleda eklektično i nespretno, no njihovim odrastanjem priča postaje ozbiljnija te podastire elemente za odrasle (scena u kojoj majka naređuje Georgie da se premijesti u vlastitu sobu, podalje od Arthura i Abela, jer je ušla u pubertet, posramljeni Arthur kada jednog jutra primijeti Georgin dekolte). U drugoj polovici priče radnja se premiješta s Australije u Englesku, a Georgie po prvi put otkriva ljubav, napušta svoju domovinu te otkriva slučajno svojeg pravog oca. Iako se taj dio smatra donekle slabijim segmentom, ipak se dosljedno uklapa u strukturu radnje.

## Vanjske poveznice
- Lady Georgie na IMDb.com
- Algonet.se  Arhivirana inačica izvorne stranice od 25. lipnja 2006. (Wayback Machine)
- Geocities.com
- Manga world
- Opis radnje na Animenewsnetwork.com
- DVD na Amazon.com